# 土居良一
土居 良一（どい りょういち、1955年3月23日 - ）は、日本の小説家。
北海道生まれ。北海道札幌旭丘高等学校卒業。アメリカ留学後、1978年『カリフォルニア』で第1回群像新人長篇小説賞受賞。1980年「島影」で芥川賞候補、1984年「青空の行方」で同候補、1985年『夜界』で北海道新聞文学賞受賞。石狩市在住。

## 著書
- カリフォルニア 講談社 1979.2 のち講談社文庫
- 島影 講談社 1981.4
- 狩野 講談社 1982.10
- 夜界 河出書房新社 1984.12
- ネクロポリス 講談社 1989.7
- 沈黙の群れ 立風書房 1993.10
- 過去からの追跡者 講談社文庫 1994.10
- 七夜物語 講談社 2002.11
- 夏のレクイエム 小学館文庫 2003.9
- こわれもの 講談社 2003.12
- 砂の迷宮 柏艪舎 2006.2
- 海翁伝 講談社文庫 2012.1